# (Benzothiazol-2-ylthio)methylthiocyanat
(Benzothiazol-2-ylthio)methylthiocyanat oder TCMTB ist eine chemische Verbindung aus der Gruppe der Benzothiazole.

## Eigenschaften
(Benzothiazol-2-ylthio)methylthiocyanat ist eine ölige, brennbare, rote bis braune Flüssigkeit mit stechendem Geruch, die sehr schwer löslich in Wasser ist. Sie zersetzt sich bei Erhitzung, wobei Cyanwasserstoff, Schwefeloxide und Stickoxide entstehen. Als Abbauprodukte treten 2-Mercaptobenzothiazol (2-MBT) und 2-Benzothiazolsulfonsäure  auf.

## Verwendung
(Benzothiazol-2-ylthio)methylthiocyanat wird als Breitbandmikrobizid, Anstrichfungizid und Anstrichalgizid verwendet. Der Wirkstoff wurde 1980 in den USA zugelassen. Er findet etwa bei der Lederkonservierung, zum Schutz von Papierprodukten, in Holzschutzmitteln oder gegen das Verkeimen von Brauchwasser seine Anwendung. In den USA wird (Benzothiazol-2-ylthio)methylthiocyanat als Fungizid zur Saatgutbeizung bei Getreide, Saflor, Baumwolle und Zuckerrüben eingesetzt.

## Zulassung
TCMTB ist in der Europäischen Union kein zulässiger Pflanzenschutzwirkstoff.
In Deutschland, Österreich und der Schweiz sind keine Pflanzenschutzmittel mit diesem Wirkstoff zugelassen. TCMTB ist als Wirkstoff für die Produktarten 9 (Schutzmittel für Fasern, Leder, Gummi und polymerisierte Materialien) und 12 (Schleimbekämpfungsmittel) unter Bewertung gemäß der Verordnung (EU) Nr. 528/2012 (Biozid-Verordnung).

## Externe Links zu erwähnten Verbindungen
1. ↑  Externe Identifikatoren von bzw. Datenbank-Links zu 2-Benzothiazolsulfonsäure:  CAS-Nr.: 941-57-1, PubChem: 30647, Wikidata: Q63396458.